# Piesarthrius rufoflavus
Piesarthrius rufoflavus là một loài bọ cánh cứng trong họ Cerambycidae.